# Jiří Otter
Jiří Otter  (* 31. Juli 1919 in Pilsen; † 2. Februar 2018 in Prag) war ein tschechischer evangelischer Theologe, Pfarrer und Kirchenrat der Kirche der Böhmischen Brüder.

## Leben und Wirken
Jiří Josef Otter wurde 1919 in Pilsen geboren. Nach dem Abitur auf dem Humanistischen Gymnasium 1938 nahm er das Studium der klassischen und modernen Philologie an der Philosophischen Fakultät der Karlsuniversität in Prag auf. Nach der Schließung der Hochschulen durch die Nationalsozialisten wurde er Diakon der Hus-Gemeinde der Evangelischen Kirche der Böhmischen Brüder (EKBB) in Pilsen und gleichzeitig Teilnehmer am geheimen Fernstudium der Theologie. Während der Zeit der Okkupation der Tschechoslowakei musste er als böhmischer Patriot mit Observation und Verfolgung rechnen. In den Jahren 1944 und 1945 war er als politischer Gefangener in Lagern der deutschen Besatzer in Bayern interniert, worüber er 2009 einen Erlebnisbericht veröffentlichte.
Nach der Befreiung von der NS-Gewaltherrschaft verbrachte er 1945–1946 zwei Semester des am Assembly`s College in Belfast/Nordirland. 1947 beendete er sein Theologiestudium und wurde zum Pfarrer der Evangelischen Kirche der Böhmischen Brüder (EKBB) ordiniert.
1948–1953 war er Pfarrer in der EKBB-Gemeinde in Mariánské Lázně, ab 1951 gleichzeitig Senior (Dekan) des Kirchenbezirks Westböhmen. 1953 legte er eine kirchengeschichtliche Dissertation über die Geschichte der Hussiten vor und wurde zum Doktor der Theologie promoviert. Nach seiner Zeit als Gemeindepfarrer und Senior wurde er 1965 zum Mitglied des Kirchenrats berufen und wurde dort 1972 leitender Kirchenrat. In dieser Funktion koordinierte er auch die Beziehungen seiner Kirche zu den Partnern in der Ökumene. Dazu gehörten Kontakte zum Gustav-Adolf-Werk der EKD, mit dem ein kontinuierlicher Austausch und gegenseitige Besuche organisiert wurden. Otter empfing in Prag zahlreiche Reisegruppen, denen er die Geschichte der Hussiten und das Gemeindeleben in der Brüderkirche nahebrachte.
Seit 1975 arbeitete er auch als Deutschlektor an der Evangelisch-Theologischen Comenius-Fakultät in Prag.
1984–2000 war er als Übersetzer aus dem Deutschen und Englischen bei der Ökumeneabteilung im Synodalrat der EKBB tätig.
Jiří Josef Otter war verheiratet mit Zdeňka geb. Soukupová und Vater von zwei Kindern.
Er war Mitglied der Christlichen Friedenskonferenz, an deren I. Allchristlichen Friedensversammlung er 1961 in Prag beteiligt war.
Zu seinem 90. Geburtstag wurde Otter vom Freundeskreis für deutsch-tschechische Verständigung ausgezeichnet mit dem „Goldenen Herz für Europa“.

## Schriften
- Evangelische Kirche der Böhmischen Brüder in der CSR, hrsg. vom Synodalrat der EKBB in Prag durch Kirchenverlag ENA, Kirchenverlag ENA, Prag 1991.
- Das Los der deutsch-tschechischen Nachbarschaft. Eman Verlag, Heršpice [Herspitz] 1994.
- Das deutsch-tschechische Miteinander. Aus den hellen Seiten der gemeinsamen Geschichte. Mariánské Lázně [Marienbad] 1998.
- Fünf Rundgänge durch Prag auf den Spuren der Böhmischen Reformation, Kalich Verlag, Prag 2002, ISBN 80-7017-565-6
- Hinter Gitter und Stacheldraht – auch ein wenig anders, Prag 2009.